# Couloir économique Est-Ouest

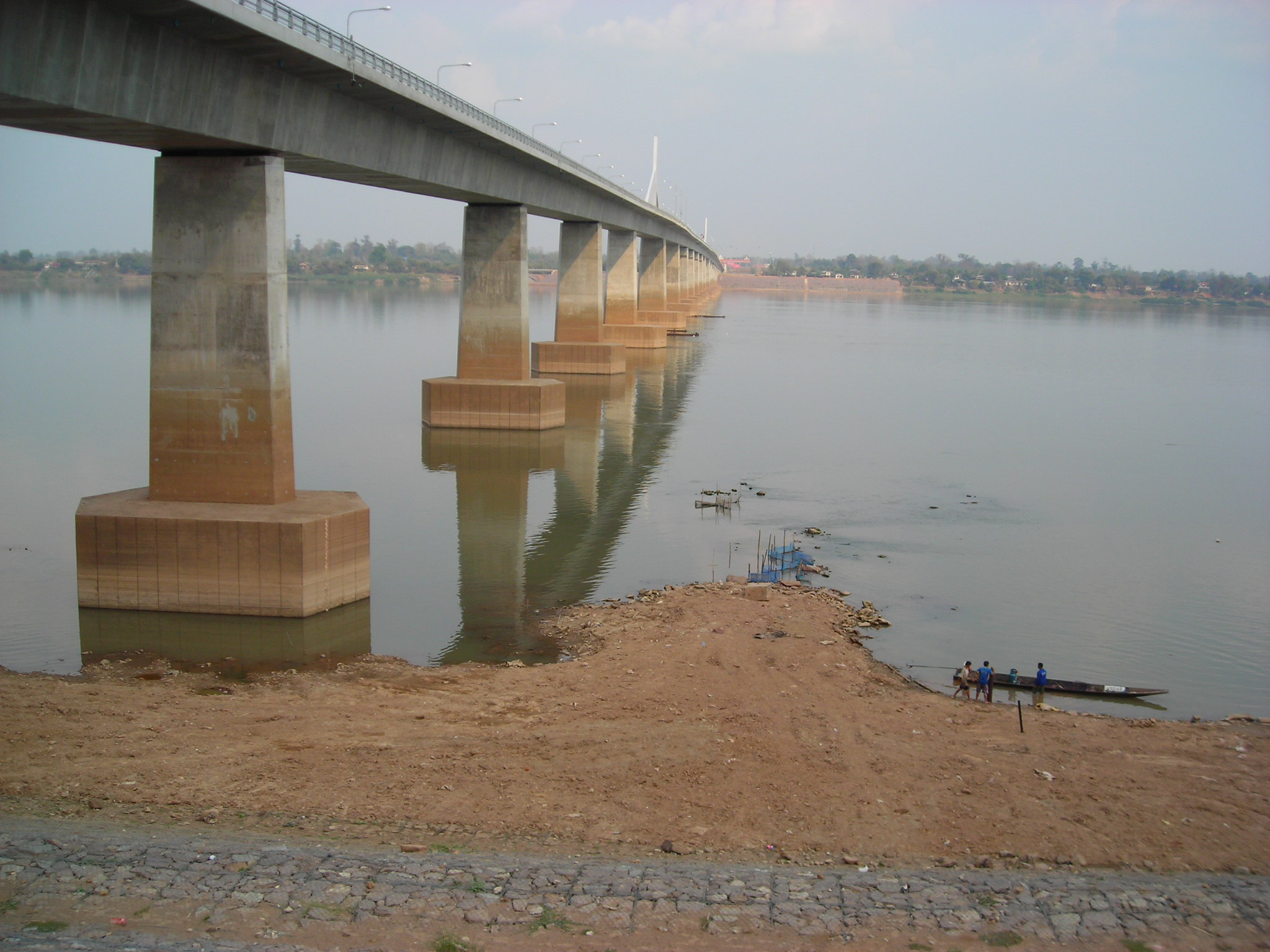
Le Second pont de l'amitié lao-thaïlandaise se trouve sur le tracé du CEEO.

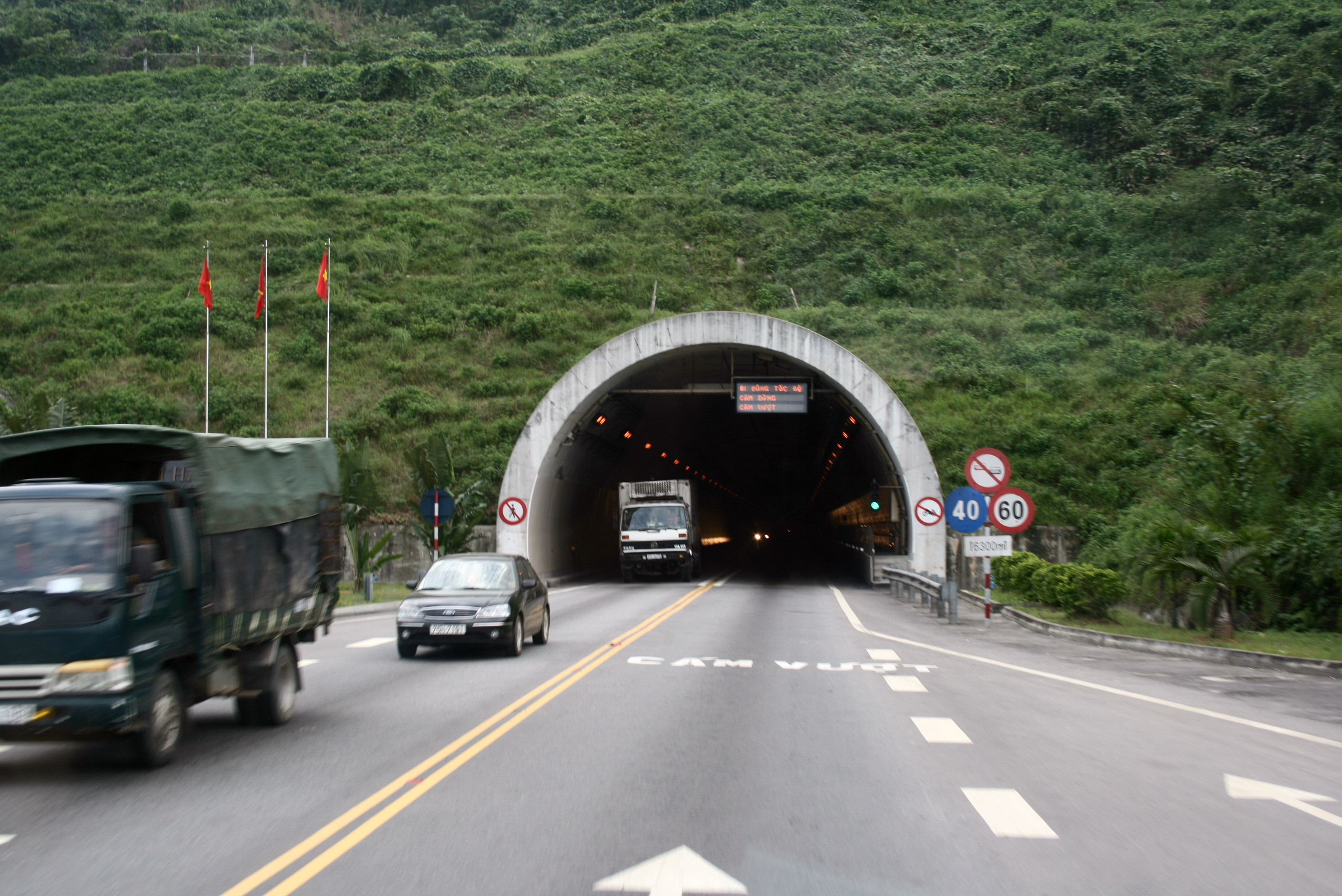
Entrée nord du tunnel de Hai Van, au Viêt Nam.

Le Couloir économique Est-Ouest (ou CEEO) est un axe de communication terrestre, créé à l'initiative de la Conférence des ministres des pays de la sous-région du Mékong, tenue en 1998 à Manille (Philippines), et qui a pour objectif de promouvoir le développement et l'intégration économique des quatre pays qu'il traverse : le Vietnam, le Laos, la Thaïlande et la Birmanie (Myanmar). La plus grande partie du trajet est devenue opérationnelle le 12 décembre 2006, reliant les deux faces maritimes de la péninsule indochinoise.
Le CEEO est basé sur un axe routier ramifié de 1450 km qui traverse 13 provinces de ces 4 pays. D'Ouest en Est, il débute au Myanmar (au port de Moulmein), traverse 7 provinces thaïlandaises (Tak, Sukhotai, Phitsanulok, Phetchabun, Khon Kaen, Kalasin et Mukdahan), entre au Laos par le Second pont de l'amitié lao-thaïlandaise, traverse la province de Savannakhet pour arriver au Vietnam, où il parcourt 3 provinces, Quang-Tri, Thua Thiên, Hué, pour finir à Da Nang.
Ce plan de développement de la région s'inscrit dans un schéma général plus vaste, comprenant un axe Nord-Sud, et une liaison ferroviaire trans-asiatique supervisée par les Nations unies.